# Eupithecia marasa
Eupithecia marasa là một loài bướm đêm trong họ Geometridae.